# Миллионный (Амурская область)
Миллионный или Милионный — упразднённый посёлок в Зейском районе Амурской области России. Исключен из учётных данных в 1974 году.

## География
Посёлок располагался на правом берегу реки Гилюй в месте впадения в неё ручья Милионного, на расстоянии примерно 42 километров (по прямой) к северо-западу поселка Кировский. 

## История
По данным 1926 года на прииске Миллионный имелось 4 хозяйства и проживало 4 мужчин. В национальном составе населения преобладали китайцы. В административном отношении входил в состав Заречно-Слободского сельсовета Зейского района Зейского округа Дальневосточного края.
Решением Амурского исполкома от 7 июня 1974 года № 253, поселок Миллионный исключен из учётных данных как несуществующий.